# Thais clavigera
Espèce
Thais clavigera est une espèce de mollusques marins appartenant à la famille des Muricidae. Il vit dans les mers du Japon et de Singapour.